# Wapen van Sommelsdijk

Wapen van Sommelsdijk

Het wapen van Sommelsdijk werd op 24 juli 1817 bij besluit van de Hoge Raad van Adel aan de gemeente Sommelsdijk in gebruik bevestigd. Vanaf 1 januari 1966 tot 1 januari 2013 maakte Sommelsdijk deel uit van de gemeente Middelharnis. Het wapen van Sommelsdijk is daardoor komen te vervallen. Sinds 1 januari 2013 valt Sommelsdijk onder de gemeente Goeree-Overflakkee. In het wapen van Goeree-Overflakkee zijn geen elementen uit het wapen van Sommelsdijk overgenomen.

## Blazoenering
De blazoenering van het wapen luidde als volgt:
Gefasceerd van goud en lazuur van drie stukken.
De heraldische kleuren goud (geel) en lazuur (blauw).

## Geschiedenis
De voormalige heerlijkheid Sommelsdijk voerde dit wapen in de achttiende eeuw. Mogelijk bestaat er een verband met het wapen van het hertogdom Bourgondië, waaronder het land is ingedijkt. Bewijzen hiervoor ontbreken echter. Wat deze theorie tegenspreekt, is het gebruik van zilveren stukken in het wapen in de 17e eeuw.

Heerlijkheidswapen Sommelsdijk